# Ян Бусуттіл
Ян Бусуттіл (мальт. Jan Busuttil, нар. 6 березня 1999) — мальтійський футболіст, півзахисник клубу «Бальцан» та національної збірної Мальти. Виступав також за клуби «П'єта Готспурс» та «Флоріана».

## Клубна кар'єра
Ян Бусуттіл народився 1999 року, та є вихованцем футбольної школи клубу «П'єта Готспурс». Дорослу футбольну кар'єру розпочав 2016 року в основній команді того ж клубу, в якій грав до 2019 року, взявши участь у 66 матчах чемпіонату. У 2019 році став гравцем клубу «Флоріана», у складі якого грав до 2024 року.
До складу клубу «Бальцан» приєднався 2024 року. Станом на 18 вересня 2024 року відіграв за бальцанський клуб 16 матчів в національному чемпіонаті.

## Виступи за збірні
2015 року Ян Бусуттіл дебютував у складі юнацької збірної Мальти (U-17), загалом на юнацькому рівні взяв участь у 5 іграх. Протягом 2018—2020 років грав у складі молодіжної збірної Мальти. На молодіжному рівні зіграв у 10 матчах.
У 2020 році Ян Бусуттіл дебютував у складі національної збірної Мальти. Станом на вересень 2024 року зіграв у складі національної збірної 4 матчі, у яких відзначився 1 забитим м'ячем.